# Hexatoma (Eriocera) azurea
Hexatoma (Eriocera) azurea is een tweevleugelige uit de familie steltmuggen (Limoniidae). De soort komt voor in het Oriëntaals gebied.